# 愛光中学校・高等学校
愛光中学校・高等学校（あいこう ちゅうがっこう・こうとうがっこう、英語: Aiko Junior and Senior High School）は、愛媛県松山市衣山に所在し、中高一貫教育を提供する私立中学校・高等学校。
高等学校において、中学校から入学した内部進学の生徒と高等学校から入学した外部進学の生徒との間で、第2学年から混合してクラスを編成する併設混合型中高一貫校。

## 概要
スペインで発足したカトリックのドミニコ会により、「愛 (Amor) と光 (Lumen) の使徒」たる「世界的教養人」の育成を目指して1953年（昭和28年）に愛光中学校設立、3年後の1956年（昭和31年）に愛光高等学校が設立された。開校以来、中高一貫教育で、寮を設置している。トップレベルの学力の育成、大学進学指導の重視をコンセプトとし、1期生から東京大学10名、京都大学10名を輩出した。創立から20年ほどは愛媛県内出身者でほとんど占められ、「愛光寮」と「トマス寮」の寮生も、東予や南予の県内者で占められていた。そのうち全国から志願者も出てきて、全国へ「国内留学」を呼びかけるようになった。その後、関西などからも多くの生徒が受験・入学するようになった。
開校以来男子校であったが、創立50周年に当たる2002年度より共学化となる。現在は女子は自宅（または親戚など）からの通学者のみを受け入れている。
中学は、定員200名で、入試を2019年より本校会場と東京・大阪・福岡会場で実施、合格最低点が異なり、県外会場の方が合格最低点が高い傾向にある。
高校入試は専願と併願があり併せて50名募集している。
入試結果として入学者の男女比が中学は約2:1、高校は約3:1の構成となっている。以前は関西からの進学者が多かったが、現在は関東、中京圏からの進学者も増えている。
2011年度から中学も4クラスから5クラス編成となり、現在、中学は1学級40名の1学年200名、高校は1学級50名（外進生は1年E組）の1学年250名となっている。

## 創立時の経緯
創立当時、松山市にはすでにドミニコ会により松山女子商業高等学校（現：聖カタリナ学園高校、1925年設立）が設立されている。1951年（昭和26年）5月12日、スペインのアビラにおけるドミニコ会ロザリオ管区会議にて「四国に男子校を設立したい」という管区長の提案に、初代校長となる田中忠夫（旧制松山高等商業学校第3代校長）は、難関大学進学のための中等教育の学校であるなら東京か大阪が望ましいと返答したが、四国のドミニコ会士たちの意向により松山に設立することになった。ドミニコ会は1904年（明治37年）より四国で宣教しており、地元のアカデミックな若者の育成と文化に貢献し、特有の学校を創ることを望んでいたのである。当時、私立校の新設は困難な状況下にあったが、松山市宮西町に所在した学校法人松山城西学園（松山城西高等学校および松山城西中学校、旧：松山技芸女学校、1903年-1955年）との売買契約および法人名変更により、学校の実質的な創立に至った。
校名は「愛と光」との意味が込められていて、これらの漢字はキリスト教の教えと符合する。校章には、愛と光の意味の「Amor Lumen」と記されていた。元々の意味は、愛媛県に光をということからであったが、これが、キリスト教の教義に似通っていると、50周年誌にある。現在の愛光生のアドミッションポリシーといえる「われらの信条」は、初代校長となる田中が愛光中学第1回の入試当日（1953年2月21日）にめずらしく降る大雪で純白の景色のグラウンドを眺めながら書き上げた。
創立時は松山市内の市街地である宮西（みやにし）（現在はスーパーマーケットチェーンのフジ・リテイリング本社が所在している）に所在していたが、創立20周年の1972年（昭和47年）を期に現在地の衣山（きぬやま）に移転した。

## 沿革
- 1946年4月 - 松山高等技芸女学校を松山城西高等女学校に変更。
- 1948年4月 - 新制松山城西高等学校となる。松山城西中学校を併設。
- 1953年
  - 2月 - 経営譲渡に伴い松山城西学園から愛光学園へ学校法人名を変更。松山城西高等学校・松山城西中学校（女子学校）の生徒募集を停止[9]。
  - 4月 - 松山市宮西町に愛光中学校（男子学校）開校。2学級100名。
- 1955年3月 - 松山城西高等学校・松山城西中学校の最終学年生徒の卒業とともに年度末をもって閉学。
- 1956年4月 - 愛光高等学校開設。
- 1960年4月 - 入学学年から3学級編成にする。
- 1964年4月 - 入学学年から4学級編成にする。
- 1972年9月 - 衣山へ移転する（創立20周年記念）。
- 1976年
  - 3月 - 武道館・食堂・合宿所を新設。
  - 8月 - 聖トマス寮が現在地に移転竣工。
- 1977年4月 - 高校を入学学年から5学級編成にする。
- 1982年11月 - 校舎を増築。ドミニカンセンター新設。
- 1991年3月 - 中間体操を廃止。
- 1992年7月 - 図書館竣工（創立40周年記念）。
- 1996年4月 - 各教室にエアコンを設置。
- 2002年
  - 3月 - マリナ館（女子施設棟）竣工。
  - 4月 - 男女共学化（創立50周年）。
- 2011年
  - 3月 - 音楽教室・美術教室竣工。
  - 4月 - 中学が5クラス編成、40人学級になる。
- 2015年9月16日 - 人工芝サッカーコート完成。第1グラウンド (24,150m2) の約半分 (11,183m2) を整備。
- 2021年7月 - 1期工事が完了、新校舎落成[17]。
- 2022年
  - 7月 - 新体育館落成。
  - 11月 - カフェテリア竣工。
- 2023年
  - 2月 - 文化会館竣工。エントランス・グラウンド整備竣工。
  - 3月 - キャンパスの建て替えが行われる（創立70周年記念）。
- 2025年4月
  - 女子寮を設置し、女子についても県外から受け入れる[18]。

## カリキュラム
- 月の第四土曜日は安息日として学校の休日となっている。
- 高校2年で在来生と編入組の混合クラスとなり、文系・理系に分かれる。
- 英語1・2、数学1・2、国語1・2、社会1・2・3、理科1・2・3というように各教科に複数の種類がある（一つ一つ習う内容は全く違うものもあればやや似ていることを習うこともある）。なお、各教科の科目数は学年によって異なる。
- 中学1年の国語2の授業で年間を通して『しろばんば』（井上靖著）を通読する。
- 国語1では教育漢字、国語2では和語慣用句の独自の教材を使用する。
- 英語は中学1、2年で『NEW TREASURE』を使用する。
- 英語は中学3年から高校3年まで基本的に毎時間単語テストが実施されている。高校では独自の教材である、「MODEL SENTENCES」（通称 モデセン）を併用している。
- 中学では道徳の代えてCLE（クリスチャン・ライフ・エデュケーション）の時間が設けられている。
- 中1のCLE2の時間に「われらの信条」[19]を覚える。
- 男子は高校1年まで、女子は中学3年まで柔道が必修であった。62期から男子、女子共に高1まで必修になった。
- 中学生にiPad、高校生にはChrome bookを一台ごと全校生徒に配布している。

## 校長
- 初代 - 田中忠夫（1953年 - 1978年）
- 2代 - 門屋方典（1978年 - 1997年）
- 3代 - 五百木誠也（1997年 - 2007年7月31日）
- 4代 - 中村道郎（2007年8月1日 -）

## 主な学校行事
- 4月
  - 対面式
  - 中学、高1E遠足
- 5月
  - 体育祭
- 6月
  - 中1大洲宿泊研修
  - 高2修学旅行（北海道）
- 7月
  - 道明高級中学（中国語版）（台湾）招待
- 8月
  - 高1海外語学研修（希望者）
  - ヨーロッパ研修旅行 (希望者)
  - オープンスクール
- 9月
  - 文化祭
- 10月
  - クラスマッチ（高校）
  - 中1、2遠足
  - 中3研修旅行（東京）
- 11月
  - クラスマッチ（中学）
  - 中1合唱コンクール
  - 学園関係物故者追悼式

- 12月
  - 高3壮行会
  - クリスマス祝会
  - 道明高級中学（台湾）訪問・ホームステイ
- 1月
  - 年頭の挨拶（放送）
  - 聖トマスの日
- 2月
  - 中学部マラソン大会
  - 中2弁論大会
- 3月
  - 高校卒業式

## 学校施設

### 校舎

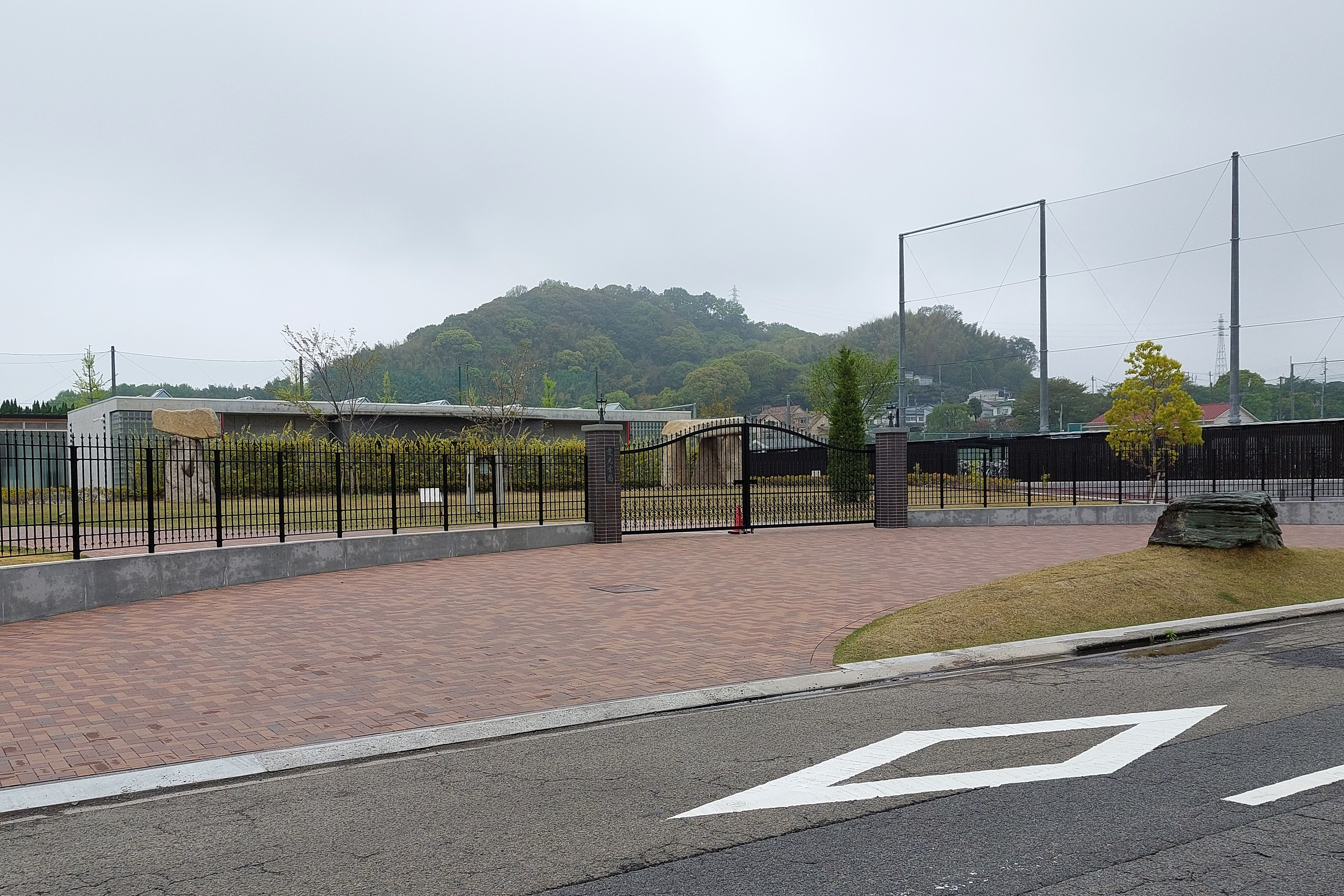
現在の正門

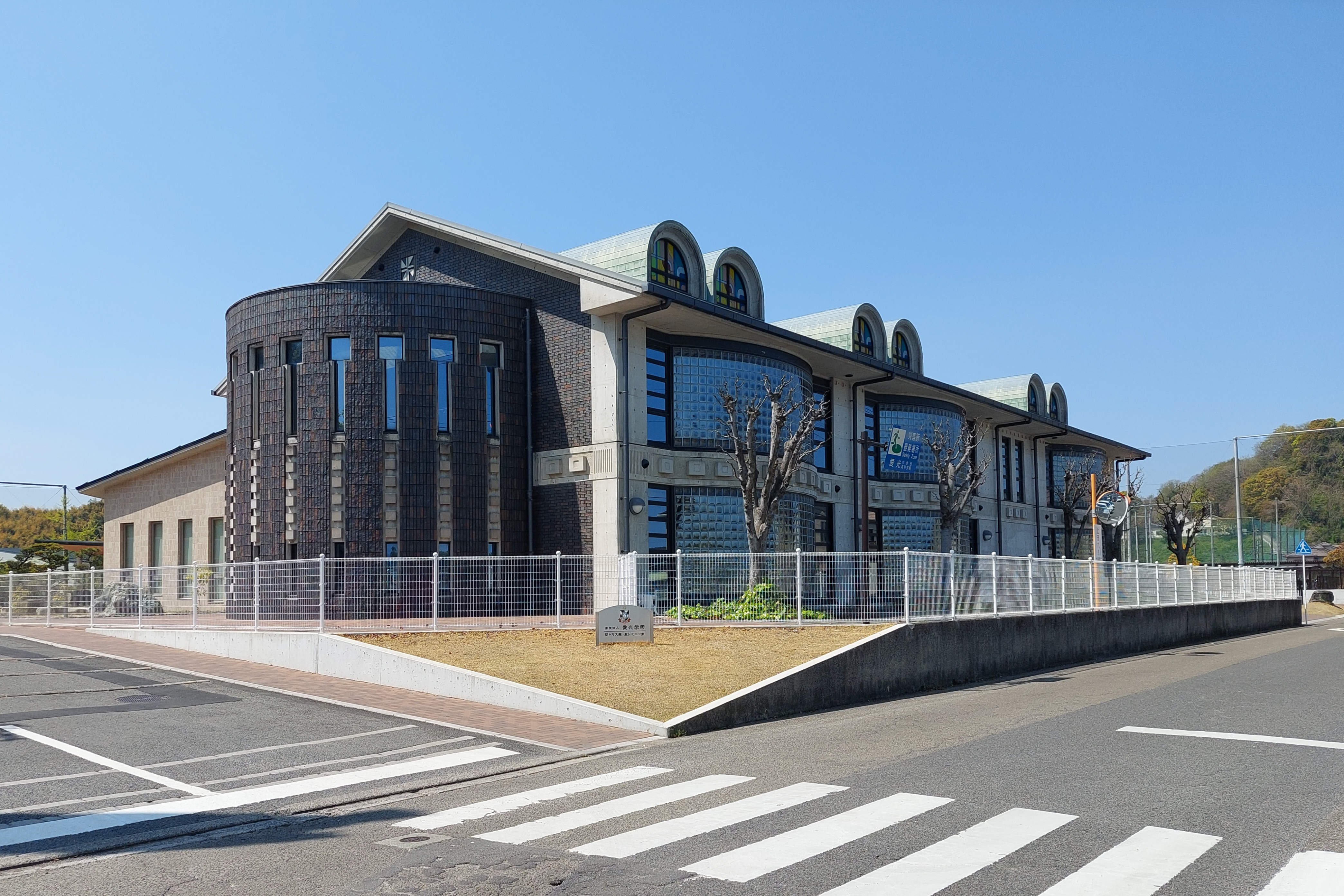
図書館

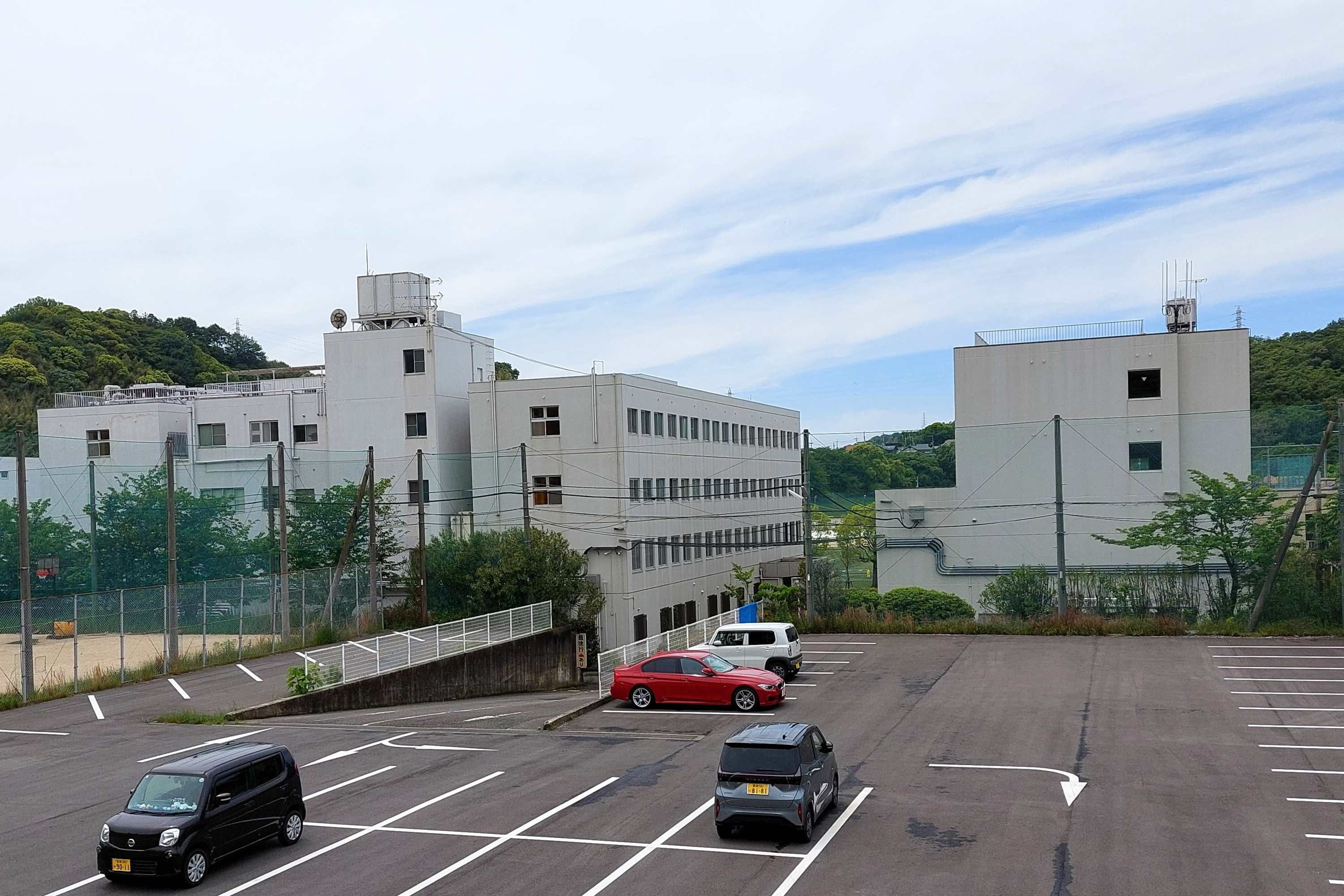
左から聖トマス寮中学、聖トマス寮別館、ドミニカンセンター

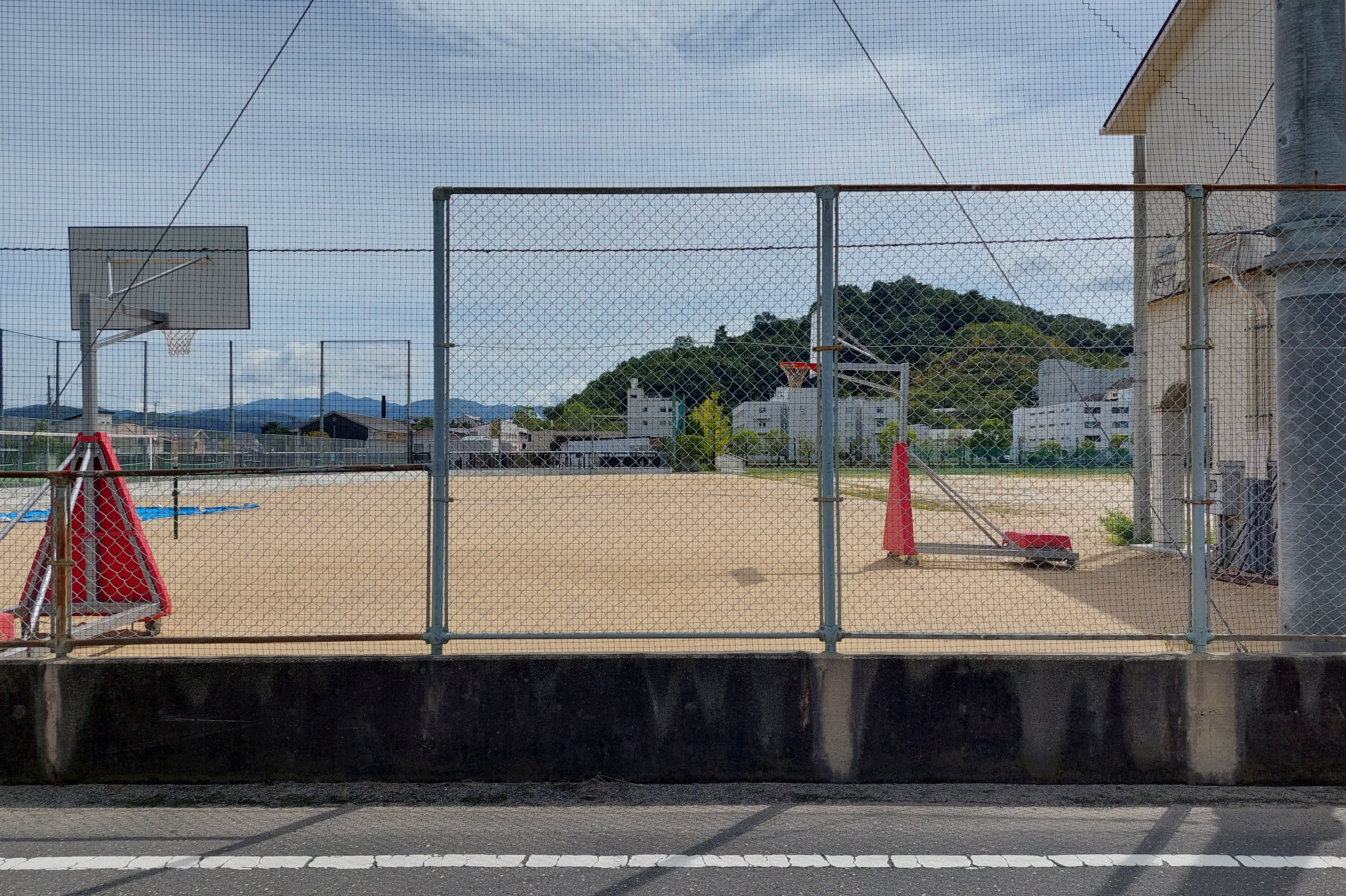
グラウンド

2021年7月、旧：第2グラウンドに新校舎が竣工した。新校舎は廊下で結ばれた2つのドーナツ型校舎からなる。入口に本部棟、教室棟の手前が中学レンズ、奥が高校・特別教棟として、また中央部に教員棟が設置された。
1972年より49年間使用していた入口正面の校舎は、老朽化のため、解体された。
また、2期工事として2021年8月から体育館、文化会館、テニスコートなどの施設を整備し、2023年3月に完成した。

#### 本部棟
- 校長室
- 理事長室
- 事務室
- 保健室
- 相談室1・2
- 会議室
- 面接室1〜3
- 応接室
- 秘書室
- テスト放送室

#### 教室棟

##### 1階
- 中2、3生、高1、2生の教室、ラウンジ
- 美術室、準備室
- 書道教室、準備室
- 被服室、準備室

##### 2階
- 中1生、高3生の教室、ラウンジ
- 化学、生物、物理の実験室・準備室
- 理科系講義室1•2
- 多目的教室1〜4
- 英語教室
- 社会科講義室・準備室
- 情報実習室

円形の教室練の内側は芝生と連絡通路がある。

#### 教員棟
- 職員室
- 売店
- ミーティングポイント（昼休みには市販ベーカリーとの契約によるパンの販売が行われている。）
- 進路相談室
- 大会議室
- 放送室
- 英語、国語、数学、社会科研究室
- OB室
- 進路資料室

#### 芸術教棟
- 部室
- 生徒会室（仮）

#### その他
- 体育館（中に体育教官室、柔道場、部室）
- グラウンド
- 人工芝サッカーグラウンド
- テニスコート（寮グラウンドにて仮設設置）
- 技術室・家庭科室（寮別館内）
- 司祭館
- ドミニカンセンター（中に音楽室と部室）
- 聖堂
- 図書館（約7万8000冊の蔵書）2階に自然科学資料館
- 文化会館（2023年2月竣工予定）
- カフェテリア - 定食（日替わり）をはじめ、ラーメン、うどん、おにぎり、カレー、パスタなどを販売している。
- 守衛室

### 寮

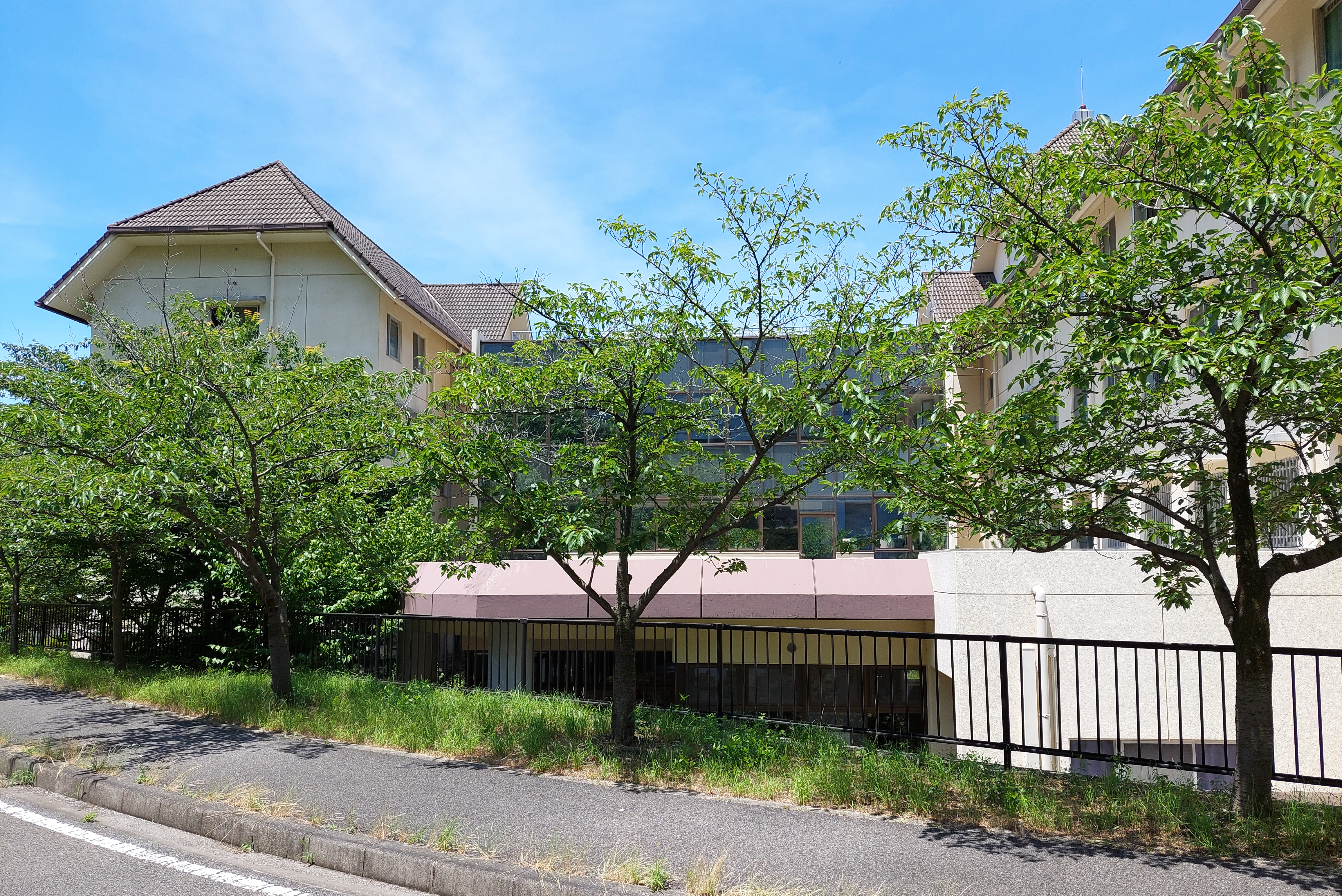
聖ドミニコ寮

- 聖トマス寮中学
- 聖トマス寮高校
- 聖トマス寮別館
- 聖ドミニコ寮
- 寮グラウンド

#### 寮生活
入寮できるのは2024年度現在男子のみ。建物は学年ごとに割り振られている。
集団学習室や談話室、ロビーが広々と設けられている。特徴として、学年の発達段階に併せて部屋割りを定めている点が挙げられる。中1は8人部屋（現在新型コロナウイルス対策により個室）、中2からは個室が割り当てられ、学習は中2までは集団学習室（新型コロナウイルス対策により現在は中1のみ）で、中3からは集団学習室または個室で行う。
寮生活のスタッフは学校の「寮務部」と呼ばれる14名の教員と寮スタッフ（舎監・寮母、看護師、管理栄養士などを含む）からなり、日常の生活・学習の運営、定期的な面談や応対・相談を行っている。寮内では自治会による各種行事が行われている。
2025年度より新たに女子寮が利用できるようになる。規模としては1棟あたり7,8人の棟を3棟開設する予定。県外の女子が利用できる見込み。

## 部活動
運動部
- 陸上競技部
- サッカー部
- 女子バレーボール部
- 男子バレーボール部
- バスケットボール部
- 硬式テニス部
- 柔道部
- 剣道部
- ソフトボール部
- 卓球部
- ラグビー部
- 弓道部
- バドミントン部

文化部
- 吹奏楽部
- カトリック学生の会
- 自然探究部
- 写真部
- 茶道部
- 鉄道研究部
- 美術部
- パソコン部
- 棋道部
- ESS
- 文芸部
- ロボコン部
- 俳句部
- 書道部
- 競技かるた部

## 著名な出身者

### 政界
- 小野晋也 - 元衆議院議員（自民党）、元文部科学副大臣
- 新谷正義 - 衆議院議員（自民党）、総務副大臣
- 塩崎彰久 - 衆議院議員（自民党）
- 山本順三 - 参議院議員（自民党）、元国土交通副大臣（中学のみ。高校は愛媛県立今治西高等学校）
- 斎藤元彦 - 兵庫県知事、元総務官僚

### 官界
- 岩谷滋雄 - 在オーストリア日本国大使館特命全権大使、第2代三国協力事務局長
- 樋口建史 - 第89代警視総監、在ミャンマー日本国大使館特命全権大使
- 田和宏 - 第12代内閣府事務次官、内閣府審議官、内閣府政策統括官（経済社会システム担当）、内閣府政策統括官（経済財政分析担当）、内閣府大臣官房総括審議官
- 佐伯精司 - 第22代潜水艦隊司令
- 谷脇康彦 - 総務審議官、インターネットイニシアティブ副社長、慶應義塾大学特別招聘教授、東京大学客員教授
- 岡本薫明 - 財務事務次官、日本たばこ産業副会長、中央大学客員教授
- 田中琢二 - 国際通貨基金 (IMF) 日本代表理事、一橋大学大学院国際企業戦略研究科客員教授
- 佐々山拓也 - トロント総領事
- 瀧本徹 - 観光庁観光地域振興部長
- 増島稔 - 内閣府経済社会総合研究所所長、内閣府政策統括官
- 小笠原憲一 - 国土交通省大臣官房海外プロジェクト審議官、京都市副市長[20]
- 高村泰夫 - 財務省主計局主計官[21]、関税局長
- 佐々木正士郎 - 国土交通省国土政策局長、国土交通省大臣官房総括審議官
- 舟本浩 - 京都府副知事、内閣府総合海洋政策推進事務局長

### 実業
- 二神能基 - 二神塾主宰、NPO法人ニュースタート事務局理事長（中退）
- 安永竜夫 - 三井物産代表取締役社長
- 大東敏治 - 実業家、トラベルバンク創業者・元社長、バンカーズパートナー社長、元JTB職員、高杉良著『辞表撤回』の主人公
- 玉置泰 - 株式会社一六本舗代表取締役社長、映画プロデューサー
- 池内計司 - 池内タオル社長
- 亀井範雄 - 帝人代表取締役社副社長、東邦テナックス代表取締役社長
- 亀井文雄 - 愛媛FC代表取締役、亀井鐵鋼代表取締役
- 古倉義彦 - 実業家、元クレアモントキャピタルホールディング株式会社代表取締役、元JPモルガン・チェース職員、イェール大学修士
- 前川晃廣 - 経営コンサルタント
- 松田英夫 - ケイダッシュ代表取締役社長
- 安永竜夫 - 三井物産社長
- 奥平総一郎 - ダイハツ工業元社長[22]

### 学術
- 松原正毅 - 文化人類学、国立民族学博物館名誉教授、坂の上の雲ミュージアム館長
- 村上周三 - 建築学、東京大学名誉教授、慶應義塾大学理工学部教授、日本建築学会元会長
- 庄司正弘 - 機械工学、東京大学名誉教授
- 宮田秀明 - 船舶工学、経営学、東京大学名誉教授
- 向井久了 - 帝京大学法学部教授
- 横山潤 - 法学、一橋大学名誉教授
- 矢野達雄 - 法制史、愛媛大学法文学部教授、広島修道大学名誉教授
- 白石隆 - 国際政治学、京都大学名誉教授、前政策研究大学院大学学長、熊本県立大学理事長
- 加藤和也 - 数学、シカゴ大学数学科教授
- 奥平俊六 - 日本美術史、大阪大学大学院文学研究科教授
- 樽茶清悟 - 物理工学、東京大学大学院工学系研究科教授
- 宮内泰介 - 社会学、北海道大学大学院文学研究科教授
- 常行真司 - 物性物理学、東京大学大学院理学系研究科教授
- 柴崎亮介 - 情報工学、東京大学名誉教授、元東京大学空間情報科学研究センター長[23]
- 斎藤盛彦 - 数学、京都大学数理解析研究所特任教授
- 山本耕平 - 哲学、京都大学名誉教授
- 那須保友 - 岡山大学理事・副学長、医師
- 馬越佑吉 - 材料工学、大阪大学理事・副学長
- 森脇祥太 - 大阪市立大学経済学部教授
- 嶋矢貴之 - 神戸大学大学院法学研究科准教授
- 山中俊治 - インダストリアルデザイナー、東京大学生産技術研究所教授
- 山岡均 - 総合研究大学院大学准教授、国立天文台広報室室長
- 三代木伸二 - 重力波実験物理学、東京大学宇宙線研究所教授（宇宙基礎物理学研究部門重力波グループ）

### 医師
- 大野裕 - 精神科医
- 越智光夫 - 整形外科学、広島大学大学院医歯薬学総合研究科教授、元広島大学病院院長、広島大学学長
- 笠陽一郎 - 精神科医
- 永井康徳[24] - 在宅医・総合医
- 上田龍三 - 愛知医科大学名誉教授

### 法曹
- 坂和章平 - 弁護士

### 文化・スポーツ
- 山下志功 - 総合格闘家、ブラジリアン柔術家
- 杉作J太郎（中退）- 漫画家、映画監督
- 広瀬伸哉 -「天才・たけしの元気が出るテレビ!!」内コーナー「勉強して東大に入ろうね会」出演者
- 酒井直行 - 脚本家、作家、漫画原作者
- 加賀山卓朗 - 翻訳家、ペンネーム・依田卓巳
- ロマン優光 - 音楽家、ロマンポルシェ。、プンクボイ
- 菊原共基 - 放送作家、元芸人「ファニー菊原」
- 砂川信哉（中退）- タレント、元クイズプレイヤー

### マスコミ
- 一色清 - 朝日新聞編集委員、AERA元編集長、元テレビ朝日「報道ステーション」メインコメンテーター
- 今井翔馬 - NHKアナウンサー
- 今井環 - 元「NHKニュース10」メインキャスター
- 岩本裕 - NHK「週刊こどもニュース」3代目キャスター（お父さん）
- 江坂透 - テレビ西日本アナウンサー
- 岡内ひかり - 南海放送アナウンサー
- 岡崎太希 - NHKアナウンサー
- 掛川雅夫 - NHK松山放送局シニアスタッフ
- 菅康弘 - NHK理事、元エグゼクティブ・プロデューサー、坂の上の雲ミュージアム館長
- 木藤たかお - フリーアナウンサー、元ニッポン放送アナウンサー
- 近藤史人 - NHKディレクター
- 竹内康祐 - 元テレビ高知アナウンサー
- 田中和彦 - 南海放送会長、元社長、元アナウンサー
- 森實陽三 - 日本テレビプロデューサー
- 渡部剛士 - 南海放送プロデューサー、元ニュースキャスター

## 著名な教員
- 濱田初幸 - 柔道家。1979年キューバ国際柔道大会優勝。元愛光学園教諭。アトランタオリンピック全日本柔道連盟派遣日本代表コーチ。現鹿屋体育大学准教授。
- 石橋智之 - 愛媛FC元総監督、愛光学園体育教諭、高校サッカー部監督。

## 交通アクセス
徒歩
- 西衣山駅（伊予鉄道高浜線）より徒歩約7分。（新校舎までは約10分かかる）

車・タクシー
- 松山駅（JR予讃線）よりタクシーで約10分。
- 松山空港よりタクシーで約10分。
- 松山港よりタクシーで約10分。
- 松山インター降りて車で約30分。

## 周辺施設
- 松山総合公園
- 四国朝鮮初中級学校